# Deorro
Erick Orrosquieta (Los Angeles, Califòrnia; 30 d'agost de 1991), més conegut pel seu nom artístic Deorro, és un DJ i productor mexicà. Ha estat considerat una sensació en Soundcloud i esgotava les entrades en esdeveniments internacionals a Austràlia dues vegades quan era conegut com a TON!C.
Actualment ocupa el lloc #89 en l'enquesta duta a terme en 2018 per la revista DJmag.

## Inicis
Nascut en 1991, fill de pares mexicans. De nen es va traslladar amb els seus pares als Estats Units, on va créixer i va començar a interessar-se en diferents gèneres de música electrònica. Als 14 anys va començar la seva carrera com a DJ realitzant presentacions en petits aniversaris i, a 17 anys, va començar a desenvolupar el seu propi estil de producció.
Referent a la seva vida personal, actualment està casat amb MIchelle Mendoza i és pare de tres fills.
La seva música s'ha estès ràpidament per tot el món, i compta amb més d'1 milió de descàrregues a la web. El 2011, Deorro va aconseguir més de 30.000 seguidors i tenia més de 2,5 milions de reproduccions en Soundcloud.

## Pausa en la seva carrera com a DJ
Deorro ha indicat que vol dedicar-se per complet a la producció en estudi, deixant de costat les gires en viu pel qual el 17 de maig de 2014, Deorro va publicar un tweet en el qual diu: "I just want you to know that I'm actually going to quit djing." (Només vull que sàpiguen que de fet em retiraré com a DJ). El motiu principal, segons diverses pàgines web, perquè "li lleva molt temps per estar amb la seva família, i perquè vol dedicar-se per complet a la producció de música nova". Fins a gener de 2015 deixarà temporalment de punxar com a solista.

## Continuació de la seva carrera i produccions posteriors
Després de la pausa de la seva carrera com a Dj, Deorro va fer allò que més li agrada, produir música electrònica.
Aprofitant la pausa per dedicar-se completament a la música, va iniciar un projecte i segell musical anomenat Panda Funk on té diverses col·laboracions amb més productors tal com pot ser Garabatto, ZooFunktion, Dirty Audio, entre altres grans del món de la música electrònica. La idea del seu projecte és donar a conèixer artistes amb gran talent i que es troben a l'inici on, a més de treure les seves cançons pel segell els dona l'oportunitat de realitzar diferent gires pels Estats Units.
Al març del 2015 publica una tercera versió de “Five Hours” amb Chris Brown titulada “Five More Hours” amb gran èxit a totes les pistes de ball.
Deorro torna als escenaris l'any 2016 al Miami Music Week
El dia 31 de març del 2017, Deorro estrena el seu àlbum debut “Good Evening” tret per la productora discogràfica Ultra Records amb 26 temes (57 minuts de reproducció).

## Rànquing DJ Mag
| DJ     | 2014 | 2015 | 2016 | 2017 | 2018 |
| ------ | ---- | ---- | ---- | ---- | ---- |
| Deorro | 19°  | 28°  | 53°  | 147° | 89°  |

## Premis i nominacions
| Any  | Premi            | Categoria                 | Destinatari | Resultat |
| ---- | ---------------- | ------------------------- | ----------- | -------- |
| 2016 | NRJ Music Awards | Best Internacional DJ     | Deorro      | Nominat  |
| 2016 | NRJ Music Awards | Best Single Dance/Electro | "Bailar"    | Nominat  |
| 2017 | WDM Radio Awards | Best Dancefloor Track     | "Bailar"    | Nominat  |

## Discografia

### EP'S
- 2012: "Can You Hear Me" (EP) [Rock The Houze/SpinninRecords.com]
- 2012: "Me" (EP) [Club Cartel Records]
- 2012: "Rock The Party" (EP)
- 2012: "Elevation" (EP)
- 2012: "Play" - "Crank It Up" (amb D.O.D) (EP) [Dim Mak Inc.]
- 2014: "Boombox" (EP) [Ultra Records]
- 2015: "No More Promises" (EP) [Ultra Records]

### Àlbums
- 2017: Good Evening [Ultra Records]